# Internationella kriminalistföreningen
Internationella kriminalistföreningen (franska: L'union Internationale de droit pénal, tyska: Internationale kriminalistische Vereinigung) var en 1889-1933 existerande förening, vilken stiftades av juristerna Franz von Liszt, Gerard Anton van Hamel och Adolphe Prins i ändamål att sammanföra teoretiskt och praktiskt verksamma kriminalister i alla länder, vilka önskade en omdaning av straffrätten i riktning av ett mera målmedvetet bekämpande av brottsligheten.
För detta ändamål ansåg man att ett rent juridiskt studium av brott och straff inte är tillräckligt. Föreningen ville därför särskilt främja studiet av brottslighetens orsaker och en på detta studium fotad kriminalpolitik. Därvid betonades den i motsats till den antropologiska riktningen, som ensidigt söker förklara brottet som ett resultat av den brottslingens individuella anlag (se Cesare Lombroso), att brottslighetens orsaker i minst lika hög grad är att söka i de samhälleliga förhållanden, under vilka individerna lever, och att därför kriminalpolitiken ytterst utmynnar i ett krav på en förnuftig omdaning av dessa.
Föreningen hade 1904 1 122 ledamöter i alla världsdelar och hade särskilda avdelningar i ett flertal europeiska länder (dock ej  Sverige). Föreningen utgav från 1889 en årsbok, "Bulletin de l'union internationale de droit pénal". Verksamheten upphörde de facto under första världskriget och till följd av splittringen bildades 1924 i Paris den engelsk- och franskspråkiga Internationella straffrättsföreningen (engelska: International Association of Penal Law (IAPL), franska: Association Internationale de Droit Pénal (AIDP).